# Ed Adlum
Ed Adlum (Queens a New York, 25 febbraio 1944) è un regista, sceneggiatore e produttore cinematografico statunitense.
Storica la sua collaborazione con Michael Findlay, che montò Invasion of the Blood Farmers. Il suo unico film come regista, Invasion of the Blood Farmers, anticipò i temi che saranno cari alla cinematografia statunitense di fine anni settanta: serial killer nascosti nelle comunità agricole e sceriffi tuttofare.
Dirige la rivista di videogames RePlay magazine dal 1975.

## Filmografia

### Regista
- Invasion of the Blood Farmers (1972)

### Sceneggiatore
- Voodoo Dolls - Bambole vudù (1990)
- Madonna: A Case of Blood Ambition (1990)

### Attore
- Invasion of the Blood Farmers (1972)
- Shriek of the Mutilated - Il paese degli Yeti (1974)